# 글로리아 레로이
글로리아 레로이(Gloria LeRoy, 1925년 11월 7일 ~ 2018년 5월 24일)는 미국의 배우, 연극 배우, 텔레비전 배우, 영화배우이다.
로스앤젤레스에서 사망하였다.

## 방송
- 위기의 주부들 시즌5
- 더 영 앤 더 레스트리스

## 영화
- 트레이시 테이크 온 (1996년)
- 스냅드래곤 (1993년)
- 환속의 욕망 (1992년)
- 바디 라인 (1992년)
- 버치 스트리트 짐 (1991년)
- 냉혹한 관계 (1990년)
- 술고래 (1987년)
- 스튜어디스 스쿨 (1986년)
- 좋은 형제들 (1978년)
- 더 영 앤 더 레스트리스 (1973년)
- 샌프란시스코 수사반 (1972년)
- 갱 댓 커든트 슛 스트레이트 (1971년)
- 올 인 더 패밀리 (1968년) - 밀드레드 붐붐 맨시니 터너 역
- 밍스키 (1968년) - 매 해리스 역
- 우리 생애 나날들 (1965년)
- 딜론 보안관 (1955년)